# Kennedy Approach
Kennedy Approach est un jeu vidéo de simulation de contrôle aérien créé par Andy Hollis et publié par MicroProse en 1985 sur Amiga, Atari 8-bit et Commodore 64 et IBM PC. Le joueur y incarne un contrôleur aérien responsable de la sécurité des avions devant atterrir ou décoller dans sa zone. Il peut intervenir dans les aéroports de cinq villes, Atlanta, Denver, Dallas, Washington et New York, chaque aéroport correspondant à un niveau de difficulté,,,,.